# Полтавский (Туркменистан)
Полтавский — посёлок в Серхетабадском этрапе Марыйской области Туркменистана. 

## География
Расположен на реке Кушка в 1 км к западу от города Серхетабад.

## История
Основан в 1896 году переселенцами из Полтавской губернии.
В 1910 году население составляло 101 человек.
Вербовкой переселенцев и их переселением в Туркестан занималась специальная комиссия. Среди переселенцев было много сектантов. Переселенцы освобождались от службы в армии, не платили налоги, получали подъёмные от государства и бесплатный земельный надел на новом месте. Переселенцы участвовали в строительстве крепости Кушка, получали хороший доход поставляя гарнизону крепости провиант по твёрдым закупочным ценам.

## Население
В посёлке изначально проживали русские и украинцы. Жители села занимались в основном овощеводством и садоводством . После создания в 1970 году  каракулеводческого совхоза "Пограничник" в посёлке стали проживать и туркмены, получившие от совхоза бесплатное жильё или разрешение на строительство и жительство .